# Phoenicia (1894)
Pour l’article homonyme, voir Phoenicia.
Le Phoenicia est un navire à vapeur de la Hamburg-Amerikanische Packetfahrt-Actien-Gesellschaft faisant partie des navires de la première série « P ». Vendu en 1904 à l'Empire russe le navire devient le navire-atelier Cronstadt et après la guerre civile russe il est évacué avec l’escadre russe à Bizerte en 1920. En 1921 le navire est incorporé à la marine française sous le nom de Vulcain. En 1937 le navire est démantelé.

## Phoenicia
Le Phoenicia entre au service de la HAPAG le 29 décembre 1894 et effectue son voyage inaugural de Hambourg à New York le 15 janvier suivant. En 1900 le navire sert de transport de troupe pour le contingent allemand réprimant la révolte des Boxers.
À l’automne 1904 le navire est vendu à la Russie et transformé aux chantiers Blohm & Voss à Hambourg en navire-atelier.

## Cronstadt

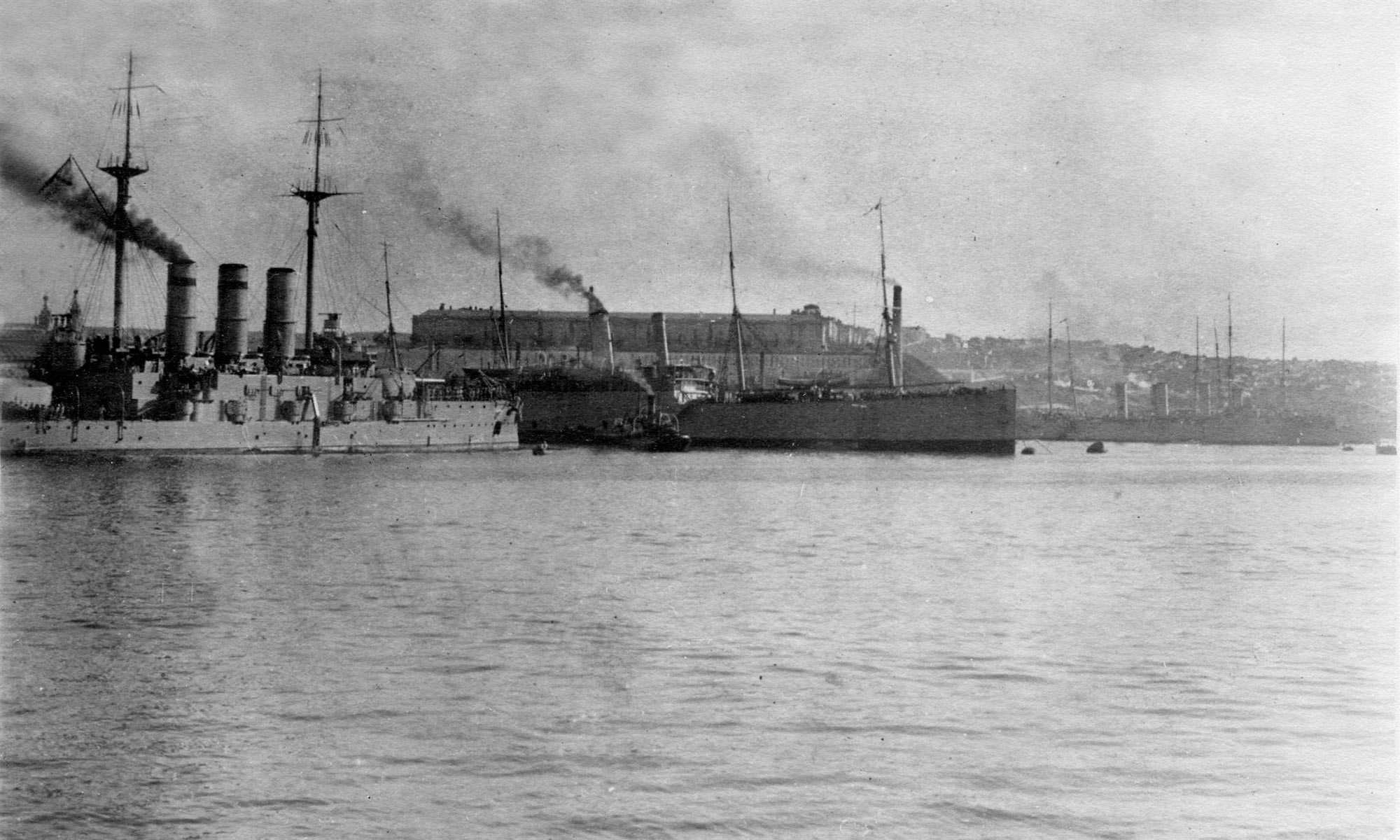
Le Evstafi et le Cronstadt à Sébastopol, vers 1910.

Sous le nom de Cronstadt (en russe : Кронштадтъ) le navire est alors affecté à la Flotte de la mer Noire. Lors de l’occupation allemande de la Crimée en 1918 le Cronstadt est brièvement mis au service de la Kaiserliche Marine sous le nom de Fleiss. Lors de la guerre civile russe le Cronstadt est aux mains des Forces Armées du Sud de la Russie et fait partie de l’escadre russe évacuée vers Constantinople (percutant le navire bulgare Boris lors de la traversée de la Mer Noire) puis Bizerte.

## Vulcain
En juillet 1921 la marine française transfère le Cronstadt à Toulon. Il est acheté pour 3 millions de francs en 1923, ou plutôt avec ce transfert la France se rembourse des frais engagés pour l’hébergement de la flotte de l’Armée blanche à Bizerte. Le Cronstadt devient le Vulcain — prenant ainsi le nom d'une gabare qui devient l’Antée —, navire-atelier et navire d’entraînement. En 1937 il est envoyé à la casse.